# Argyronome rudra
Argyronome rudra är en fjärilsart som beskrevs av Moore 1857. Argyronome rudra ingår i släktet Argyronome och familjen praktfjärilar. Inga underarter finns listade i Catalogue of Life.